# José Javier Eguiguren
 (juillet 2025).
Si vous disposez d'ouvrages ou d'articles de référence ou si vous connaissez des sites web de qualité traitant du thème abordé ici, merci de compléter l'article en donnant les références utiles à sa vérifiabilité et en les liant à la section « Notes et références ».
José Javier de Eguiguren y Ríofrío (Loja, 3 décembre 1815 - fin 1884) est un homme politique et avocat équatorien. Il a été chargé du Pouvoir exécutif de l'Équateur, d'octobre à décembre 1875.

## Biographie
José Javier est né le 3 décembre 1815 à la Hacienda Chongopita de la ville équatorienne de Loja.
Il était le fils de José Gonzalo de Eguiguren y Aguilera, Alférez real, Regidor Perpetuo et Alguacil Ordinario du Cabildo de Loja, en Équateur, et de son épouse Francisca de Riofrío y Riofrío. Il était le petit-fils du militaire basque Dionisio de Eguiguren y Arzube, Alcalde Ordinario du Cabildo de Loja, et son épouse était Ninfa de Aguilera Gamboa y Román, qui descendait de Diego de Aguilera y Gamboa, Maestre de Campo du Tercio Viejo de Portugal en Catalogne, Gouverneur de Porto Rico et Capitaine général de Porto Rico, lui-même descendant direct du Roi Ramiro Ier des Asturies.
José Javier s'est marié avec Isabel Valdivieso y Carcelén, petite-fille de Felipe Carcelén, VIe marquis de Solanda et VIe marquis de Villarocha.

### Carrière politique
Il a été élu comme député de sa province à la Convention nationale qui s'est réunie à Quito du 8 décembre 1850 au 26 juin 1851. Cette convention, comme beaucoup d'autres, a été célèbre pour les difficultés qu'elle a rencontrées pour élire le Président de la République, car les deux candidats les plus forts, Antonio Elizalde et Diego Noboa, ont partagé plusieurs fois le résultat des votes, jusqu'à ce qu'Elizalde finisse par retirer sa candidature et que Noboa soit élu pour diriger la nation.
Il a été ministre des Finances pendant le deuxième mandat de Gabriel García Moreno  dans les années 1870,,. Après l'assassinat de ce dernier et en voyant que le Chargé du Pouvoir, Francisco León Franco, souffrait d'une grave maladie mentale, Eguiguren a assumé la Présidence de la République en tant que Chargé du Pouvoir exécutif, du 16 septembre au 4 octobre 1875,,.
Pendant son bref mandat, il a signé le décret déclarant García Moreno "Régénérateur de la Patrie et Martyr de la Civilisation Catholique".
Il a démissionné de ses fonctions et a remis le commandement de la République au Président du Sénat, Rafael Pólit Cevallos, qui a présidé les élections remportées par Antonio Borrero,. Par la suite, il a occupé le poste de ministre de la Cour des Comptes,.
Plus tard, il s'est retiré de la vie publique et est décédé à la fin de 1884.